# 鹽見岳
35°34′26″N 138°10′59″E / 35.57389°N 138.18306°E

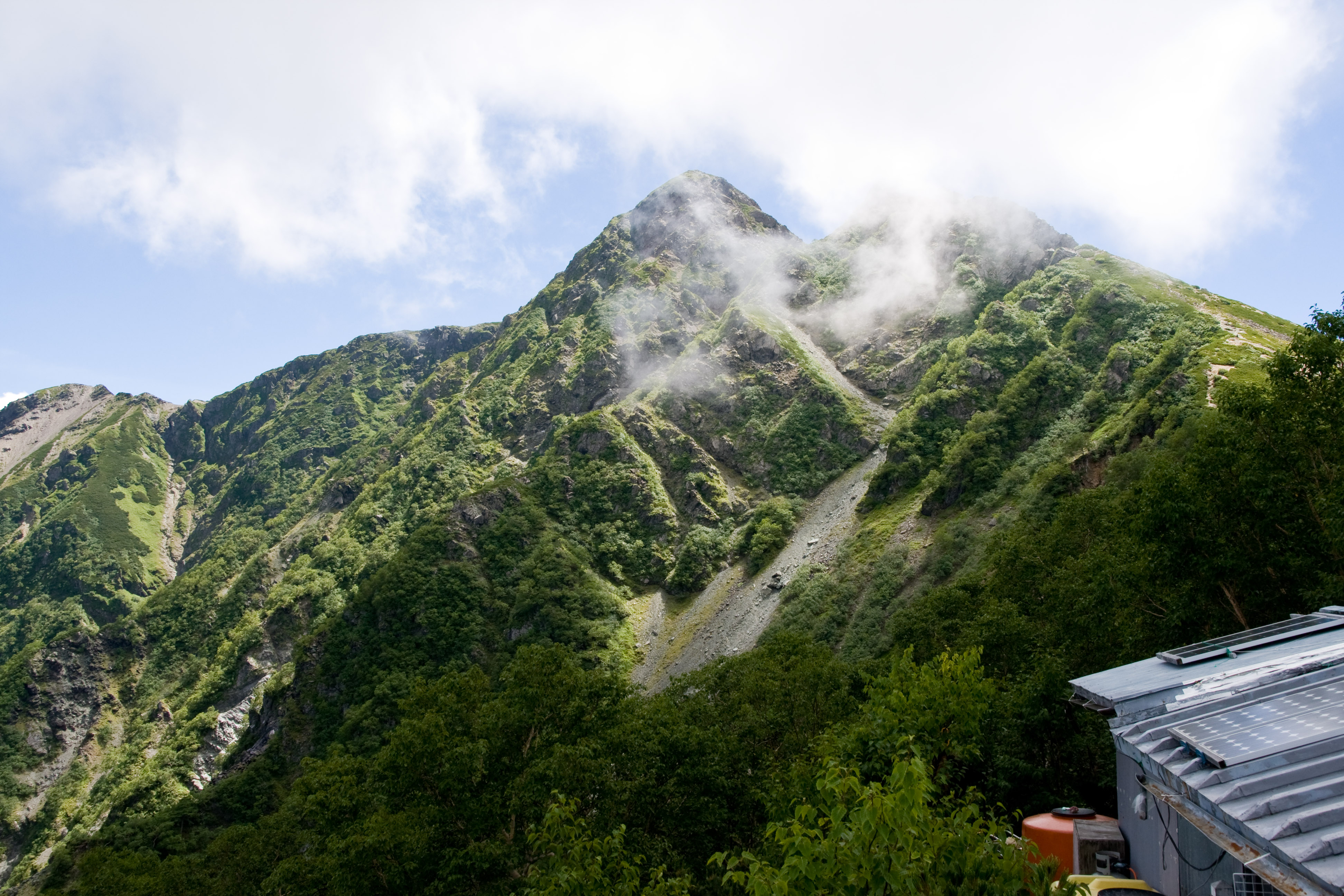
鹽見岳

鹽見岳（日语：塩見岳）是日本一座橫跨長野縣和靜岡縣的山。標高3047公尺。鹽見岳位於赤石山脈的中部。日本百名山之一。

## 外部連結
- 维基共享资源上的相關多媒體資源：鹽見岳